# Eötvös Loránd Tudományegyetem
Az Eötvös Loránd Tudományegyetem (rövidítve: ELTE, latin nevén: Universitas Scientiarum Budapestinensis De Rolando Eötvös Nominata) Magyarország leghosszabb ideje folyamatosan működő egyeteme, egyike az ország legnagyobb és legtekintélyesebb felsőoktatási intézményeinek. Pázmány Péter esztergomi érsek alapította 1635-ben Nagyszombatban, majd 1777-ben a négy karral működő egyetemet a jezsuita rend feloszlatása után Mária Terézia királynő áthelyezte Budára, 1784-ben, II. József uralkodása idején pedig Pestre költöztették. Egykori hittudományi karából jött létre a Pázmány Péter Katolikus Egyetem, hajdani orvosi karából pedig a Semmelweis Egyetem.
Kezdetben Nagyszombati Jezsuita Egyetemnek, 1769-től Királyi Magyar Tudományegyetemnek, újabb áthelyezése után Pesti Királyi Tudományegyetemnek, 1873-tól 1921-ig Budapesti Tudományegyetemnek, 1921-től Magyar Királyi Pázmány Péter Tudományegyetemnek nevezték; Eötvös Loránd fizikus, politikus nevét 1950. szeptember 15-e óta viseli. Jelenleg kilenc karral működik és mintegy 30 ezer hallgatója van Budapesten és Szombathelyen.
A HVG 2024-es felsőoktatási rangsora szerint az ELTE a legjobb egyetem Magyarországon.

## Története
Jogelődjét, a Nagyszombati Jezsuita Egyetemet Pázmány Péter esztergomi érsek és teológus alapította, hogy „a harcias nemzet lelkülete megszelidüljön és az egyházkormányzásra és az állam szolgálatára alkalmas emberek képeztessenek”. Vezetését a jezsuitákra bízta. További idézetek az 1635. május 12-én kelt alapítólevélből:
„ha idő múltával (ha Isten a török igától megszabadítja) alkalmasabb város találkoznék az Egyetem számára, szabadságában álljon a Jézus Társaságnak ezt a mi alapításunkat […] máshová átvinni, úgy azonban, hogy az esztergomi egyházmegyén kívül ne kerüljön […] Ha pedig […] az Egyetem Magyarországon nem állhatna fenn tovább, hanem külső és belső ellenség […] erőszakából […] a Társaság atyái távoznának […] köteles legyen a Társaság […] Magyarországon kívül magyar kispapok használatára fordítani az adományozott 100 000 forint tőkét és kamatát, úgy, hogy belőle papságra alkalmas ifjak neveltessenek és kötelesek legyenek felszentelésük után Magyarországra visszatérni […] változatlan akaratunk, hogy ha a kispap nevelés megszűnik, a tőlünk átruházott összeg gyümölcseit a Társaság atyái az Egyetem előbbi használatára fordítsák, és az Egyetem folytatódjék. Köteles lesz a Társaság arra is, hogy Nagyszombatban még ebben az 1635. évben egy filozófiai kurzust kezdjen, a következő években pedig állandóan három filozófiai kurzus legyen etikával és matematikával együtt a skolasztikus teológia két professzorával.”

### Nagyszombatban
Az egyetemnek kezdetben csak egy kara volt, a bölcsészeti és teológiai, de fokozatszerzésére jogosított. Jogi kara 1667-ben jött létre, orvostudományi kara pedig 1769-ben; ekkor vált a klasszikus értelemben vett egyetemmé. 1774-ben az udvari bizottság azt ajánlotta, hogy az egyetemet költöztessék Pestre, az Anton Erhard Martinelli tervei szerint 1716-ban épült Invalidusok házába (ma: Fővárosi Önkormányzat, 1052 Városház u. 9–11.). Mária Terézia nem ellenezte az egyetem elköltöztetését, de helyszínnek Budát javasolta, és ragaszkodott ahhoz is, hogy előbb az egyetem tanulmányi rendjét alakítsák ki úgy, hogy az oktatásban a vallás és az állam érdekei is érvényesüljenek. Az átalakítás időigénye miatt a költözést levették a napirendről, viszont ösztönzőleg hatott rá a jezsuita rend kényszerű feloszlatása (1775). Ezután az udvar bizottságot küldött ki annak megvizsgálására, hogy mennyibe kerülne a működtetés a három lehetséges helyszínen. Megállapították, hogy a működés Budán közel 20 000, Pesten majdnem 130 000 forinttal kerülne többe, mint Nagyszombatban. Budán a városi magisztrátus kimondta, hogy pénzzel is hajlandó segíteni az átköltöztetést, sőt, a várost a nagyobb közbiztonság érdekében ki is világítják. Az orvosi kar gyakorlati képzéséhez felajánlották a vár lábánál lévő városi kórházat, így a Niczky Kristóf vezette bizottság 1776. december 22-én az egyetem Budára helyezését javasolta. Mária Terézia elfogadta a javaslatot.
1777 nyarán az egyetem felszereléseit szekerekre rakták, majd Kempelen Farkas vezetésével a Vágon és a Dunán hajókon, tutajokon Budára szállították.

### Budán
A teológiai kar a volt budai jezsuita rendházba költözött, a többit a királyi palotában helyezték el úgy, hogy a trónterem lett az egyetem aulája. A Füvészkert (eléggé viszontagságosan) a Krisztinavárosba költözött. A tanévet november 3-án az új helyen a szokásnak megfelelően megkezdték, de az építkezés elhúzódása miatt az ünnepélyes megnyitóra csak 1780 tavaszán került sor. Az átköltözéssel az érseki egyetem királyi egyetemmé alakult: Mária Terézia 1780. március 15-én kelt ünnepélyes beiktató levele a Diploma Inaugurale lényegében az egyetem második alapítólevele. Ezt 1780. június 25-én (Mária Terézia koronázásának 39. évfordulóján) országos ünnepségen adta át Pálffy Károly alkancellár a rektornak. Ezzel az intézmény neve Királyi Magyar Tudományegyetemre változott.
A hazai mérnök- és állatorvosképzést már Budán kezdték el – eleinte speciális tanfolyamokon, majd 1782-ben megszervezték az Institutum Geometricumot (mérnöki intézet) és Budán az egyetem az intrikák sűrűjébe került: a befolyásukkal elégedetlenek jóformán feljelentéssel egyenértékű „beszámoló” levelekkel árasztották el a királyi udvart. Jórészt ezek miatt az ifjúság nevelésének ügyét különösen fontosnak ítélő II. József császár 1781-ben és 1783-ban is meglátogatta az egyetemet, hogy személyesen győződjön meg annak helyzetéről. Első látogatása után, 1782. szeptember 19-én elrendelte, hogy a bölcsészkar részeként hozzák létre az Institutum geometricumot (Mérnökképző Intézet). A műszaki egyetemnek ez az elődje 1857-ig volt a bölcsészkar része. Ekkor alapították az Állatgyógyintézetet is. A problémák részletes vizsgálatával Ürményi Józsefet bízta meg. Ürményi megállapította, hogy a budai egyetem oktatása közel sem olyan rossz, mint azt a levélírók jellemezték. Javaslatai alapján II. József 1784. május 26-án elrendelte, hogy az egyetemes történet tanítását helyezzék át a bölcsészkarra. 1784. őszi félévétől bevezettette a bécsi egyetem bölcsészeti tanulmányi rendjét (Entwurf für das philosophische Studium), és ennek megfelelően a képzés időtartamát (ismét) három évre emelte. Új tanárokat nevezett ki, ezzel áttértek több tantárgy német nyelvű oktatására.

### Pesten
II. József 1784-ben az egyetemet Pestre költöztette, hogy az ország legfőbb hivatalait (Magyar Kamara, Helytartótanács, Királyi Kúria) Budára telepíthesse:
- a bölcsészkart a Curia utcába, a Kúria volt épületébe (az épületet a 19. században lebontották)
- a jogi kart a volt pálos kolostorba (Egyetem tér 1–3.)
- az orvosi kart az Újvilág (ma Semmelweis) utcába (2. sz.)
- a könyvtárat a volt ferences kolostorba

Budán maradt a csillagvizsgáló és nyomda, a hittudományi kar pedig egy ideig szünetelt.
A fejlődés főbb állomásai Pesten:
- 1859-ben az orvosi kar: a Múzeum körúton kapott helyet
- 1871-ben, a Trefort kertben épült fel a Vegytani Intézet
- 1874-ben a középső épület egyik szárnya a Szerb utcában

- 1876-ban az Egyetemi Könyvtár.

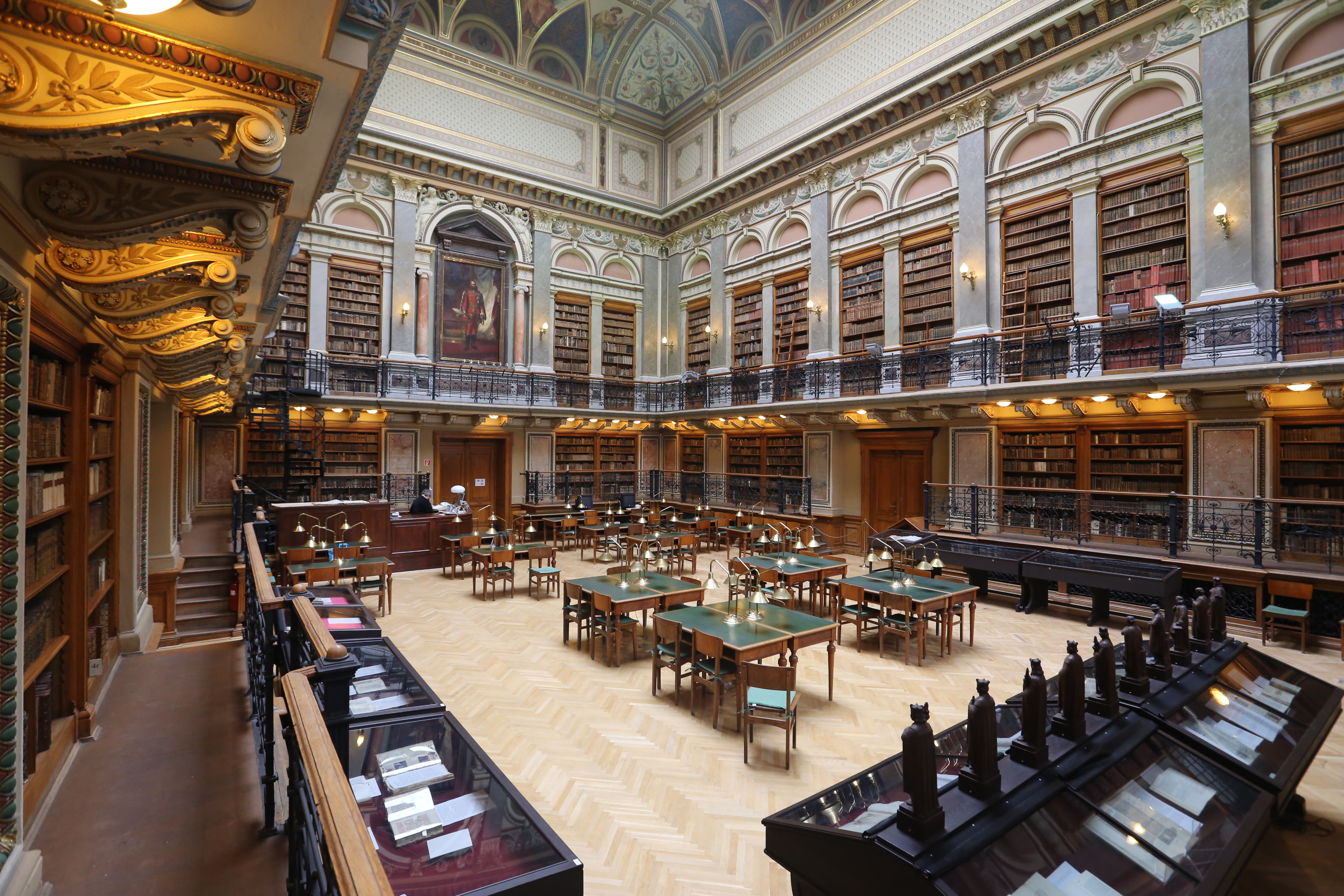
Egyetemi Könyvtár

- 1872–1909 között épült a Belső Klinikai Tömb (Az Üllői út, Mária utca, Baross utca és a Szentkirályi utca által határolt terület.)
- 1898–1910 között épült a Külső Klinikai Tömb (Az Üllői út, Korányi Sándor utca, Tömő utca, Balassa utca és a Szigony utca által határolt terület. Ez eredetileg a Füvészkerthez tartozott, de a egészségügyi intézmények helyigénye miatt a Füvészkert területe nagyjából 2/3-ára csökkent.)
- 1881-ben a Múzeum körúton (Múzeum krt. 4/a–8/a.) a Műegyetem számára emeltek épületeket, ezekbe 1911-ben a Bölcsészkar költözött.

Az oktatás nyelve 1844-ig a latin volt: ekkor vezették be a magyar nyelv állami használatát. A neoabszolutizmus idején valójában németesítő célzattal, de hasznos reformokat vezettek be, többek között a Teológiai Karból egyenjogúsították a Bölcsészeti Fakultást. Az 1867-es kiegyezés után kezdődött az egyetem történetének legintenzívebben fejlődő szakasza: a századfordulóra a világ 15 legjelentősebb egyeteme közé került. Nők 1895 óta iratkozhatnak be az egyetemre.

Tercenárium 1935-ben

1921–1950 között a Magyar Királyi Pázmány Péter Tudományegyetem nevet viselte.
Az ELTE Természettudományi Kara 1949-ben vált ki a bölcsészkarból. 1950-ben állami utasításra elcsatolták a Római Katolikus Hittudományi Fakultást, ami önálló akadémia lett. 1951 elején államigazgatási okokból önálló egyetemmé vált az Orvostudományi Kar.
Az egyetem léte 1950-ben komoly veszélybe került, megszűnt évszázados joga a tudományos fokozatok adományozására. Új nevet is kapott: Eötvös Loránd Tudományegyetem lett. 1953 és 1956 között két-két kisebb karra bomlott fel, a Természettudományi és Bölcsészettudományi fakultásra. Az 1956-os forradalom után az ELTE sokáig nem részesült számottevő fejlesztésben, ezért épületeinek állaga igen leromlott, s a rendszerváltozás után hallgatói létszáma az ország többi intézményéhez hasonlóan intenzíven nőtt.
Az egyetem csak 1993-ban nyerte vissza a tudományos fokozatadás jogát. (Ezért van bizonyos fennakadás az ún. „kisdoktorik” európai uniós elfogadásánál.)

### A 2000-es évek eleje
A rendkívül széttagolt egyetemi hálózat integráció során 2000. január 1-jétől az ELTE részévé vált a Bárczi Gusztáv Gyógypedagógiai Tanárképző Főiskolai Kar, valamint a Tanító- és Óvóképző Főiskolai Kar, majd fokozatosan létrehozták az Informatikai Kart, a Pedagógiai és Pszichológiai Kart és a Társadalomtudományi Kart, valamint 2003. augusztus 31-ével megszüntették a Tanárképző Főiskolai Kart. A karon folyó képzés azonban nem szűnt meg, azt – az adott szaktól függően – a Bölcsészettudományi Kar, a Természettudományi Kar, az Informatikai Kar és a Pedagógiai és Pszichológiai Kar vette át. Az Állam- és Jogtudományi Kart nem érintette az integráció. Az új karok 2003. szeptember 1-jén kezdték meg működésüket. 2017-ben alakult meg a Gazdálkodástudományi Intézet, mely 2021-ben hivatalosan is karrá alakult, egyúttal a neve Gazdaságtudományi Karra változott.

## Az egyetemi karok
Az egyetem ma kilenc karból áll és csaknem 30 000 hallgatója van.
| Kar                                | Rövidítés | Irányítószám | Postacím                   |
| ---------------------------------- | --------- | ------------ | -------------------------- |
| Állam- és Jogtudományi Kar         | ÁJK       | 1053         | Egyetem tér 1–3.           |
| Bárczi Gusztáv Gyógypedagógiai Kar | BGGyK     | 1097         | Ecseri út 3.               |
| Bölcsészettudományi Kar            | BTK       | 1088         | Múzeum krt. 4., 6-8.       |
| Gazdaságtudományi Kar              | GTK       | 1088         | Rákóczi út 7.              |
| Informatikai Kar                   | IK        | 1117         | Pázmány Péter sétány 1/C.  |
| Pedagógiai és Pszichológiai Kar    | PPK       | 1075         | Kazinczy utca 23–27.       |
| Tanító- és Óvóképző Kar            | TÓK       | 1126         | Kiss János altáb. utca 40. |
| Társadalomtudományi Kar            | TáTK      | 1117         | Pázmány Péter sétány 1/A.  |
| Természettudományi Kar             | TTK       | 1117         | Pázmány Péter sétány 1/A.  |

### Alapítás és dékánok
| Kar                                   | Rövidítés | Alapítva | Megszűnt | Intézetek száma | Oktatók száma | Hallgatók száma | Dékán            |
| ------------------------------------- | --------- | -------- | -------- | --------------- | ------------- | --------------- | ---------------- |
| Állam- és Jogtudományi Kar            | ÁJK       | 1667     |          | 0               |               | 4172            | Sonnevend Pál    |
| Bárczi Gusztáv Gyógypedagógiai Kar    | BGGyK     | 2000     |          | 5               |               | 2094            | Papp Gabriella   |
| Bölcsészettudományi Kar               | BTK       | 1635     |          | 18              | 589           | 6960            | Bartus Dávid     |
| Gazdaságtudományi Kar                 | GTK       | 2021     | -        | -               | -             | -               | Margitay Tihamér |
| Informatikai Kar                      | IK        | 2003     |          | 4               |               | 3128            | Kozsik Tamás     |
| Orvostudományi Kar                    | OK        | 1769     | 1951     | -               | -             | -               | -                |
| Pedagógiai és Pszichológiai Kar       | PPK       | 2003     |          | 8               |               | 3963            | Zsolnai Anikó    |
| Római Katolikus Hittudományi Fakultás | RKHK      | 1635     | 1950     | -               | -             | -               | -                |
| Tanárképző Főiskolai Kar              | TFK       | 1983     | 2003     | -               | -             | -               | -                |
| Tanító- és Óvóképző Kar               | TÓK       | 2000     |          | 0               |               | 1831            | Márkus Éva       |
| Társadalomtudományi Kar               | TáTK      | 2003     |          | 6               |               | 1762            | Prónai Csaba     |
| Természettudományi Kar                | TTK       | 1949     |          | 5               |               | 3815            | Kacskovics Imre  |

A félkövérrel szedett karok jelenleg is működnek.

## A világ egyetemeinek és a magyarországi egyetemek rangsorában
A 2023-as XXXVI. OTDK-n a hallgatók több mint 300 díjat nyertek. A hallgatói kiválóságot mutatja, hogy ebben az évben már valamennyi szekcióban sikerült érmet szerezni. A 36. OTDK összesített eredményei
|                                               | 2012    | 2013 | 2014    | 2015    | 2016    | 2017    | 2018    | 2019    | 2020    | 2021    | 2022    | 2023    |
| --------------------------------------------- | ------- | ---- | ------- | ------- | ------- | ------- | ------- | ------- | ------- | ------- | ------- | ------- |
| Academic Ranking of World Universities (ARWU) |         |      |         |         |         |         | 501–600 | 501–600 | 601–700 | 601–700 | 601–700 |         |
| Center for World University Rankings (CWUR)   |         |      | 371     | 458     | 488     | 515     | 413     | 598     | 588     | 591     | 517     |         |
| HVG                                           |         |      |         |         |         |         |         | 1       | 1       |         | 1       | 1       |
| Quacquarelli Symonds (QS)                     | 551–600 |      | 551–600 | 601–650 | 601–650 | 601–650 | 651–700 | 701–750 | 651–700 | 601–650 | 651–700 | 701–750 |
| Times Higher Education                        |         |      |         |         | 601–800 | 601–800 | 601–800 | 601–800 | 601–800 | 601–800 | 601–800 | 601–800 |

Rangsorok tudományágak a Shanghai Rangsor szerint:
|      | Fizika  | Matematika | Pszichológia | Asztronómia | Biológia | Politológia | Ökológia | Oktatás |
| ---- | ------- | ---------- | ------------ | ----------- | -------- | ----------- | -------- | ------- |
| 2023 | 101–150 | 201–300    | 201–300      | 301–400     | 301–400  | 301–400     | 301–400  | 401–500 |

Rangsorok tudományágak szerint (Times Higher Education):
|                    | 2023    |
| ------------------ | ------- |
| Biológia           | 401-500 |
| Bölcsészettudomány | 401-500 |
| Fizika             | 401-500 |
| Jog                | 201-250 |
| Oktatás            | 401-500 |
| Pszichológia       | 176-200 |
| Számítástechnika   | 801+    |
| Társadalomtudomány | 601-800 |

## Rektorok
Az ELTE eddigi rektorai:
- Dobronoki György (1635/36)
- Forró György (1636/37–1639/40)
- Bellecius Péter (1640/41–1643/44)
- Dobronoki György (1644/45)
- Lippay János (1644/45–1645/46)
- Keresztes István (1645/46–1648/49)
- Palkovich Márton (1648/49–1651/52)
- Turkovich György (1652/53–1653/54)
- Palkovich Márton (1654/55–1657/58)
- Trinkellius Zakariás (1658/59–1660/61)
- Juranits Márton (1661/62–1663/64)
- Vid László (1664/65–1668/69)
- Gribóczy Mihály (1668/69–1671/72)
- Sennyey László (1671/72–1674/75)
- Gribóczy Mihály (1674/75–1677/78)
- Szarka Gáspár (1677/78–1680/81)
- Bánki János (1681/82–1684/85)
- Vid László (1684/85–1686/87)
- Sennyey László (1686/87–1689/90)
- Gribóczy Mihály (1690/91)
- Szentiványi Márton (1690/91–1693/94)
- Despotovich János (1694/95–1696/97)
- Kecskeméty János (1697/98–1699/1700)
- Sennyey László (1700/01–1701/02)
- Zanger János (1702/03–1704/05)
- Berzeviczy Henrik (1704/05–1707/08)
- Páhy János (1707/08–1708/09)
- Kapy Gábor (1709/10)
- Wenner Jakab (1710/11–1712/13)
- Kapy Gábor (1713/14–1715/16)
- Horváth András (1715/16–1718/19)
- Tapolcsányi Lőrinc (1719/20–1721/22)
- Kiris Ferenc (1722/23–1725/26)
- Raicsáni György (1725/26–1728/29)
- Tapolcsányi Lőrinc (1728/29–1729/30)
- Kecskés Ferenc (1730/31–1732/33)
- Fitter Ádám (1733/34–1735/36)
- Kazy Iván (1736/37–1738/39)
- Graff Gábor (1739/40–1745/46)
- Patay Endre (1746/47–1748/49)
- Kunics Ferenc (1748/49–1751/52)
- Kéri Borgia Ferenc (1752/53–1755/56)
- Kunics Ferenc (1756/57–1759/60)
- Kéri Borgia Ferenc (1759/60–1762/63)
- Kéri Bálint (1762/63–1764/65)
- Schmitth Miklós (1765/66–1767/68)
- Prileszky Iván (1768/69–1770/71)
- Keglevich Zsigmond (1771/72)
- Lakits György Zsigmond (1772/73)
- Prandt Ádám Ignác (1773/74)
- Weiss Ferenc (1774/75)
- Csapody Lajos (1775/76)
- Zelenay János (1776/77)
- Nagy István, Nitray Gábor (1778/79)
- Winterl Jakab József (1779/80)
- Mitterpacher József (1780/81)
- Hubert Ferenc (1781/82)
- Gyurkovits Ferenc (1782/83)
- Shoretich Mihály (1783/84)
- Horváth Keresztély János (1784/85)
- Barics Adalbert (1785/86)
- Trnka Vencel (1786/87)
- Dugonics András (1787/88)
- Chiolich Miksa (1788/89)
- Markovics Mátyás Antal (1789/90)
- Winterl Jakab József (1790/91)
- Rausch Ferenc (1791/92)
- Stuhr József (1792/93)
- Rácz Sámuel (1793/94)
- Schönvisner István (1794/95)
- Demién Antal (1795/96)
- Stipsics Ferdinánd Károly (1796/97)
- Domin József Ferenc (1797/98)
- Kelemen Imre (1798/99)
- Schönbauer József (1799/1800)
- Mitterpacher Lajos (1800/01)
- Markovics Mátyás (1801/02)
- Stipsics Ferdinánd Károly (1802/03)
- Trenka Mihály (1803/04)
- Demién Antal (1804/05)
- Stipsits Nándor Károly (1805/06)
- Szűts István György (1806/07)
- Vrana István (1807/08)
- Kelemen Imre (1808/09)
- Bene Ferenc (1809/10)
- Bruna Ferenc (1810/11)
- Korbélyi Mihály (1811/12)
- Sax Mihály János (1812/13)
- Eckstein Ferenc (1813/14)
- Stipsics A. Emmánuel (1814/15)
- Lang János Fortunat (1815/16)
- Brezanóczy Ádám (1816/17)
- Lenhossék Mihály (1817/18)
- Schmidt György (1818/19)
- Tumpacher József (1819/20)
- Vuchetich Mátyás (1820/21)
- Schuster János (1821/22)
- Tomcsányi Ádám (1822/23)
- Batthyány Alajos (1823/24)
- Markovics Pál (1824/25)
- Reisinger János (1825/26)
- Krobót János (1826/27)
- Vass László (1827/28)
- Rötth József (1828/29)
- Stáhly Ignác (1829/30)
- Faliczky Mihály (1830/31)
- Fischer Bertalan (1831/32)
- Frank Ignác (1832/33)
- Weleczky János (1833/34)
- Schedius Lajos (1834/35)
- Dercsik Nepomuk János (1835/36)
- Vízkelety Ferenc (1836/37)
- Böhm Károly (1837/38)
- Wolfstein József (1838/39)
- Osvald Ferenc (1839/40)
- Virozsil Antal (1840/41)
- Birly Ede Flórián (1841/42)
- Dégen János (1842/43)
- Fillinger Lipót (1843/44)
- Vízkelety Ferenc (1844/45)
- Fabini János Teofil (1845/46)
- Verney József (1846/47)
- Szabó Alajos János (1847/48)
- Virozsil Antal (1849–1860)
- Márkfi Sámuel (1860/61)
- Pauler Tivadar (1861/62)
- Sauer Ignác (1862/63)
- Jedlik Ányos (1863/64)
- Schopper György (1864/65)
- Wenzel Gusztáv (1865/66)
- Ruppner János (1866/67)
- Roder Alajos (1867/68)
- Pollák János (1868/69)
- Konek Sándor (1869/70)
- Stockinger Tamás (1870/71)
- Toldy Ferenc (1871/72)
- Hatala Péter (1872/73)
- Kautz Gyula (1873/74)
- Kovács József (1874/75)
- Than Károly (1875/76)
- Laubhaimer Ferenc (1876/77)
- Hoffmann Pál (1877/78)
- Lenhossék József (1878/79)
- Margó Tivadar (1879/80)
- Berger János (1880/81)
- Apáthy István (1881/82)
- Jendrassik Jenő (1882/83)
- Szabó József (1883/84)
- Bita Dezső Ferenc (1884/85)
- Lechner Ágost (1885/86)
- Korányi Frigyes (1886/87)
- Hunfalvy János (1887/88)
- Klinger István (1888/89)
- Hajnik Imre (1889/90)
- Schulek Vilmos (1890/91)
- Eötvös Loránd (1891/92)
- Breznay Béla (1892/93)
- Schnierer Aladár (1893/94)
- Fodor József (1894/95)
- Lengyel Béla (1895/96)
- Bognár István (1896/97)
- Herczegh Mihály (1897/98)
- Mihalkovics Géza (1898/99)
- Ponori Thewrewk Emil (1899/1900)
- Rapaics Rajmund (1900)
- Kisfaludy Árpád Béla (1901)
- Vécsey Tamás (1901/02)
- Kétly Károly (1902/03)
- Heinrich Gusztáv (1903/04)
- Demkó György (1904/05)
- Láng Lajos (1905/06)
- Ajtai K. Sándor (1906/07)
- Török Aurél (1907/08)
- Székely István (1908/09)
- Sághy Gyula (1909/10)
- Genersich Antal (1910/11)
- Fröhlich Izidor (1911/12)
- Kiss János (1912/13)
- Kováts Gyula (1913/14)
- Lenhossék Mihály (1914/15)
- Beöthy Zsolt (1915/16)
- Mihályfi Ákos (1916/17)
- Grosschmid Béni  (1917/18)
- Moravcsik Ernő Emil (1918/19)
- Ballagi Aladár (1919/20)
- Hanuy Ferenc (1920/21)
- Timon Ákos (1921/22)
- Bársony János (1922/23)
- Szinnyei József (1923/24)
- Zubriczky Aladár (1924/25)
- Szentmiklósi Márton (1925/26)
- Preisz Hugó (1926/27)
- Fináczy Ernő (1927/28)
- Wolkenberg Alajos (1928/29)
- Doleschall Alfréd (1929/30)
- Nékám Lajos (1930/31)
- Petz Gedeon (1931/32)
- Trikál József (1932/33)
- Angyal Pál (1933/34)
- Kenyeres Balázs (1934/35)
- Kornis Gyula (1935/36)
- Pataky Arnold (1936/37)
- Kenéz Béla (1937/38)
- Verebély Tibor (1938/39)
- Domanovszky Sándor (1939/40)
- Schütz Antal (1940/41)
- Navratil Ákos (1941/42)
- Bakay Lajos (1942/43)
- Mauritz Béla (1943/44)
- Aistleitner József (1944/45)
- Frigyesi József (1945)
- Moór Gyula (1945/46)
- Ádám Lajos (1946)
- Frigyesi József (1947)
- Német Gyula (1947/49)
- Vadász Elemér (1949/50)
- Trencsényi-Waldapfel Imre  (1950/53)
- Tamás Lajos (1953/55)
- Sőtér István (1955/56)
- Székely György (1956)
- Világhy Miklós (1956/57)
- Ortutay Gyula (1957/63)
- Sőtér István (1963/66)
- Nagy Károly  (p;1966/72)
- Ádám György (1972/78)
- Eörsi Gyula (1978/83)
- Fülöp József (1984/90)
- Vékás Lajos (1990/93)
- Szabó Miklós (1993/99)
- Klinghammer István (2000/06)
- Hudecz Ferenc (2006/10)
- Mezey Barna (2010/17)
- Borhy László (2017/25)
- Darázs Lénárd (2025-)

## Híres hallgatók
- Ádám György (1921–2011), jogász, filozófus, egyetemi tanár.
- Áder János (1959–) Magyarország 5. köztársasági elnöke
- Babits Mihály (1883–1941) költő, író, irodalomtörténész
- Bay Zoltán (1900–1992) magyar fizikus, feltaláló, az űrkutatás úttörője
- Békésy György (1899–1972) magyar fizikus, orvosi és élettani Nobel-díjas
- Bogsch Árpád (1919–2004) jogász, az ENSZ Szellemi Tulajdon Világszervezete (WIPO) alapító főigazgatója
- Eötvös József (1813–1871) jogász, író, Vallás- és Közoktatásügyi miniszter, az MTA elnöke
- Eötvös Loránd (1848–1919) világhírű fizikus, az ELTE rektora és névadója, az MTA elnöke
- Erdős Pál (1913–1996) matematikus, az MTA tagja
- Fülei-Szántó Endre (1924–1995) nyelvész, bölcsész
- Harsányi János (1920–2000) magyar származású Nobel-díjas amerikai közgazdász, a korlátozott információjú játékelmélet kutatója, a Harsányi János Főiskola névadója
- Hevesy György (1885–1966) magyar kémikus, kémiai Nobel-díjas
- Juhász Gyula (1883–1937) költő
- Kodály Zoltán (1882–1967) zeneszerző, zenetudós, zeneoktató, népzenekutató
- Kossuth Lajos (1802–1894) államférfi, Magyarország kormányzó-elnöke
- Kosztolányi Dezső (1885–1936) író, műfordító, újságíró
- Krausz Ferenc (1962) Nobel-díjas fizikus
- Lénárd Fülöp (1862–1947) Nobel-díjas fizikus
- Lenhossék József (1818–1888) orvos, anatómus, antropológus, az MTA tagja
- Lovász László (1948–) matematikus, egyetemi tanár, az MTA volt elnöke
- Neumann János (1903–1957) matematikus
- Orbán Viktor (1963–) jogász, politikus, Magyarország miniszterelnöke
- Orosz Balázs (1944–2001) büntetőjogász, az ország egyik első sztárügyvédje, számos nagy horderejű ügy védője
- Semmelweis Ignác (1818–1865) „az anyák megmentője”, a Semmelweis Egyetem névadója
- Szent-Györgyi Albert (1893–1986) magyar biokémikus, orvosi és élettani Nobel-díjas

## Kutatók
A következő lista az ismertebb kutatókat tartalmazza. Az ismertség a Google Tudós idézetek alapján lett megállapítva.
| Idézetek száma  | Kutató |
| --------------- | --- |
| 100 000–500 000 | Pásztor Gabriella (TTK), Veres Gábor (TTK) |
| 50 000–100 000  | Csabai István (TTK), Lovász László (TTK), Vicsek Tamás (TTK), Frei Zsolt (TTK), Raffai Péter (TTK) |
| 10 000–50 000   | Csanád Máté (TTK), Csizér Kata (BTK), Gondán László (TTK), Dálya Gergely, Miklósi Ádám (TTK), Katz Sándor (TTK), Kovács Attila Lajos (TTK), Derényi Imre (TTK), Császár Attila Géza (TTK), Kövecses Zoltán (BTK), Nepusz Tamás (TTK), Takács-Vellai Krisztina (TTK), Marschalkó Gábor (TTK), Palla Gergely (TTK) |

(BTK = Bölcsészettudományi Kar, TTK = Természettudományi Kar)

## Felvételi Előkészítő Bizottság (FEB) / ELTE Érettségi és Felvételi Előkészítő Iroda
Felvételi Előkészítő Bizottság (FEB):
A Felvételi Előkészítő Bizottság az ELTE ÁJK keretén belül működő több, mint 55 éves érettségi előkészítő szervezet. Szemináriumvezetői az ELTE ÁJK jogász és politológus hallgatói, akik emelt szintű kurzusokat tartanak magyar nyelv és irodalom, illetve történelem tantárgyakból. A tanfolyamok minden hétköznap 16 órától 19 óráig kerülnek megtartásra (magyar és történelem tantárgyakból is), valamint szombaton 10 órától 13 óráig történelem, 14 óratól 17 óráig pedig a magyar szeminárium zajlik.
ELTE Érettségi és Felvételi Előkészítő Iroda:
Az ELTE Érettségi és Felvételi Előkészítő Iroda az ELTE hivatalos érettségi és felvételi előkészítője, melynek fő tevékenységi köre a diákok emelt szintű érettségire való felkészítése. Működését 2001-ben kezdte meg, melyhez a jogi hátteret 2007-től az ELTE Hallgatói Karrier- és Szolgáltató Központ, 2013-tól az Egyetem 100%-os tulajdonában lévő ELTE Egyetemi Szolgáltatásszervező Kft. biztosítja. Az Érettségi és Felvételi Előkészítő Iroda legfontosabb célja, hogy magas színvonalú tudással vértezze fel a felsőoktatásba bekerülni vágyókat, ezzel hozzásegítve őket az emelt szintű érettségi követelményeinek elsajátításához.
Az Érettségi és Felvételi Előkészítő Iroda kínálatában évről évre 8 tantárgy szerepel, amelyek 100, illetve 150 órás kurzusok formájában indulnak.

## Könyvtár

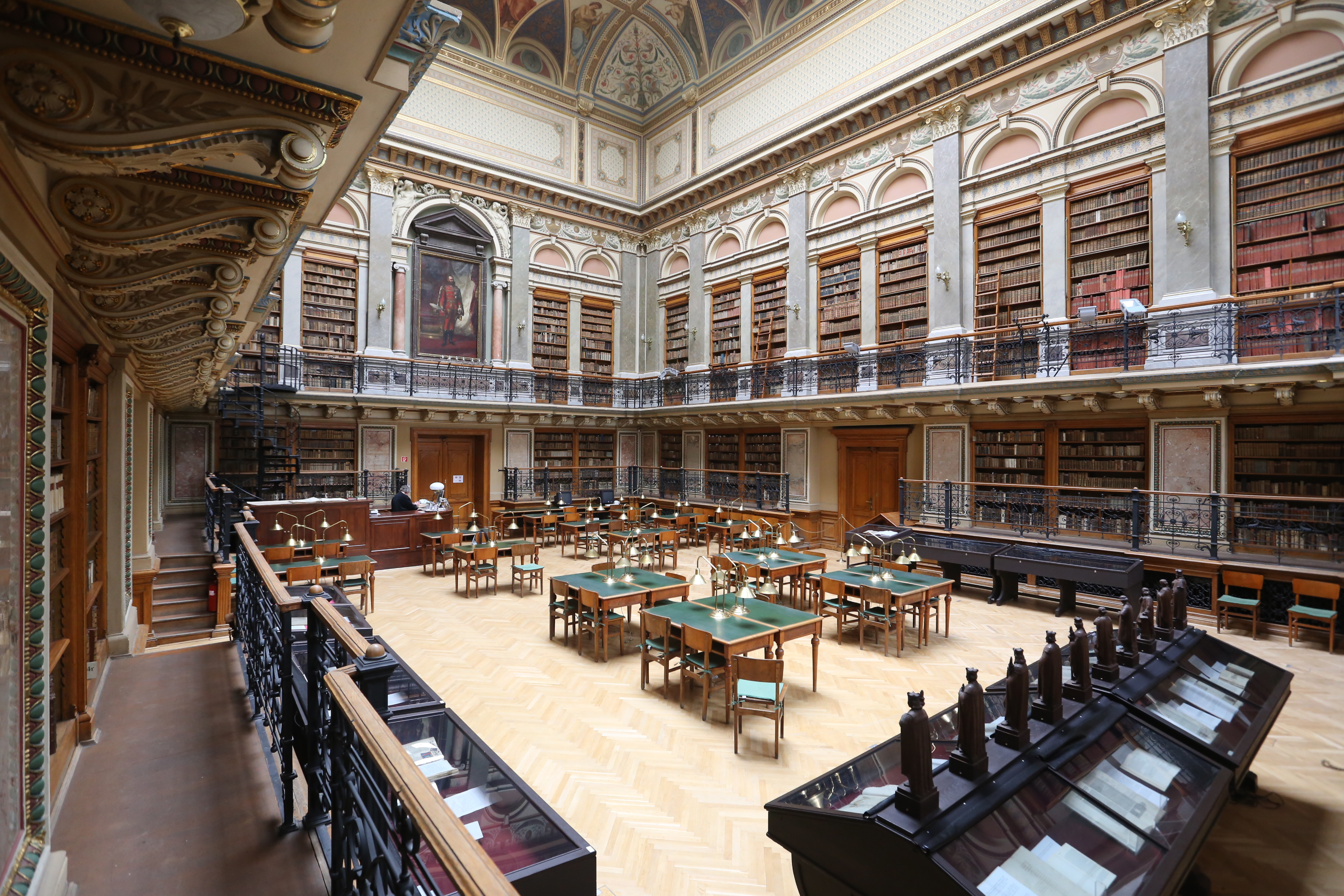
Az Egyetemi Könyvtár nagy olvasóterme

Az Egyetemi Könyvtár és Levéltárat 1561-ben alapították és a Ferenciek tere 6. szám alatt található, de minden egyes karnak van saját könyvtára is.

## Galéria

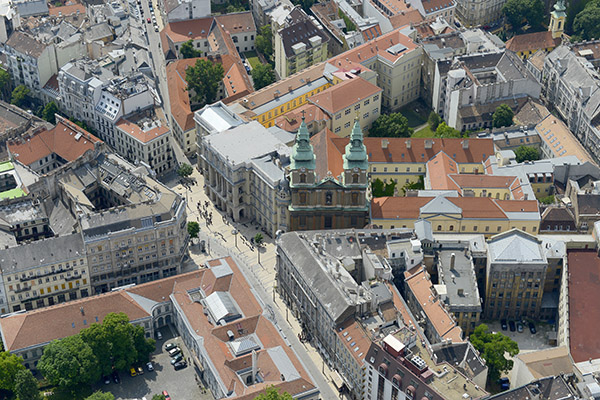
A jogi kar légi felvételen
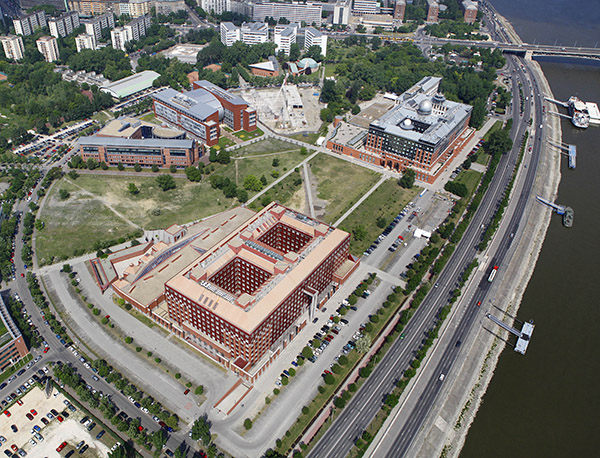
Lágymányosi campus
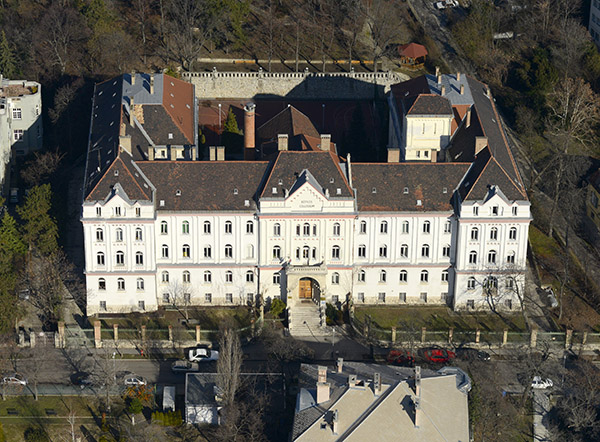
Eötvös Collegium
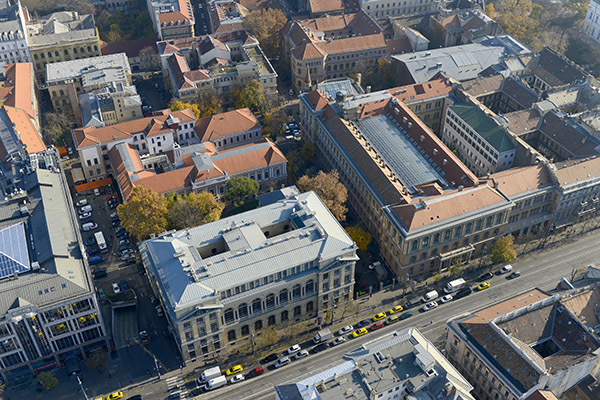
Trefort-kert, bölcsészkar
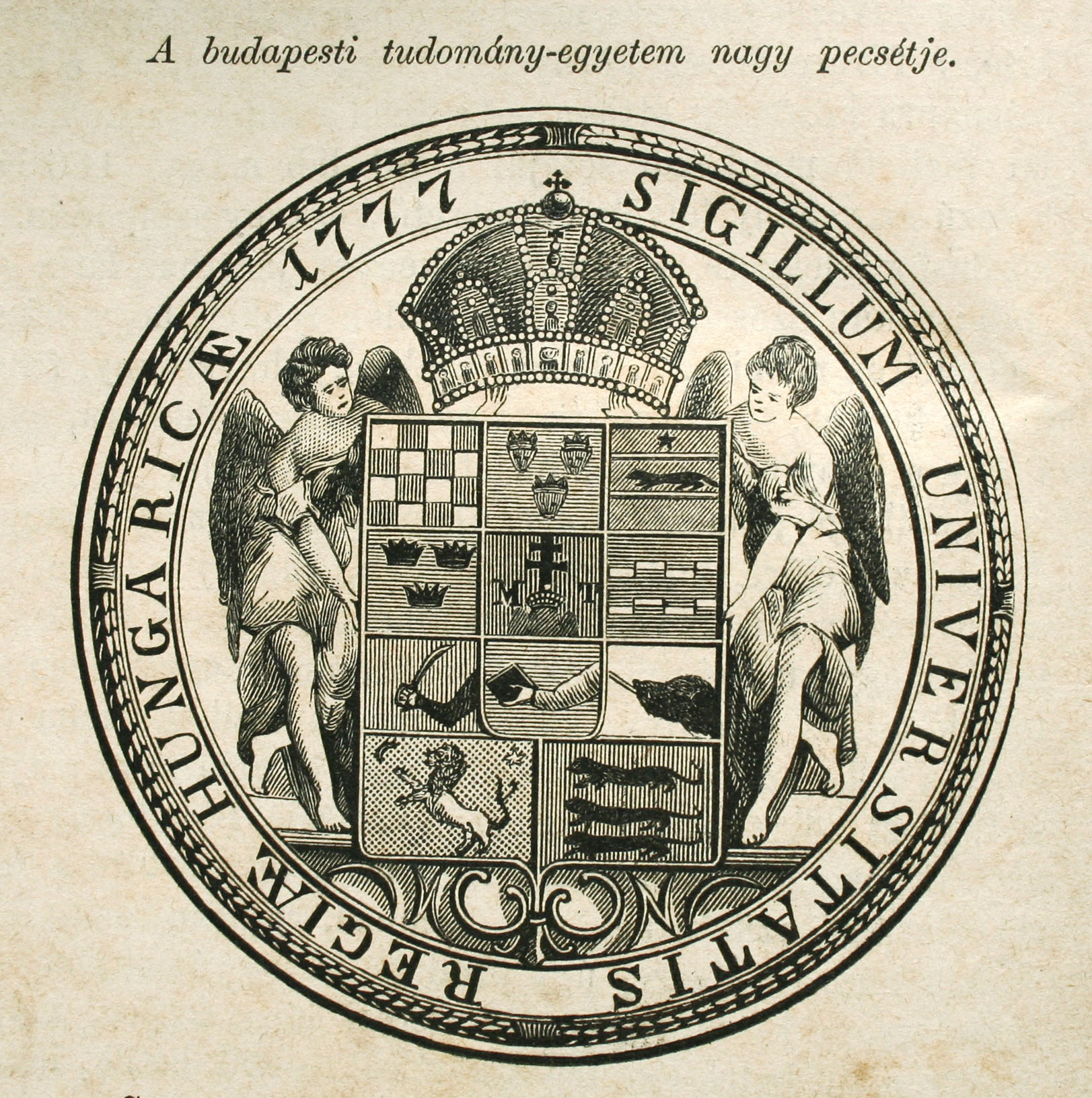
A tudományegyetem nagypecsétje 1880-ból
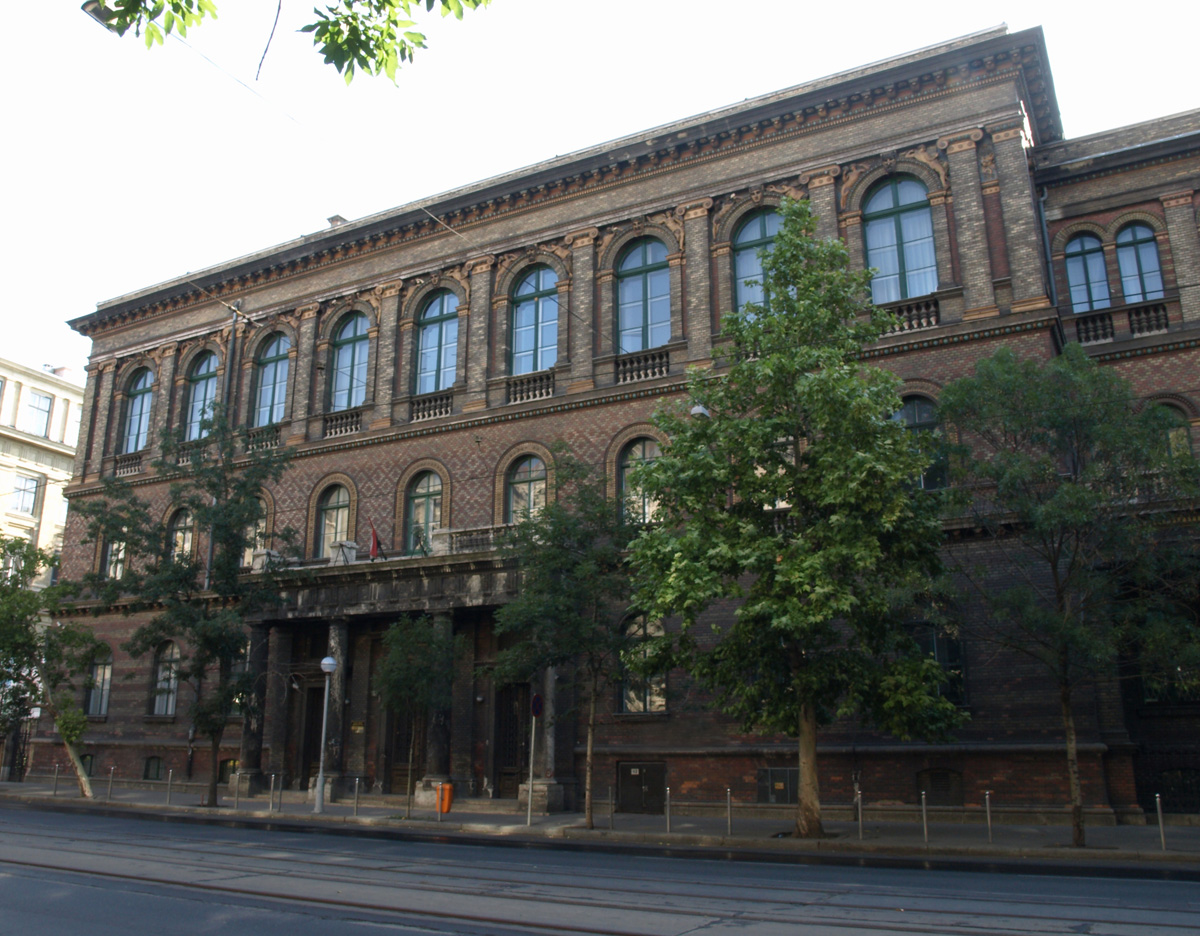
A Bölcsészettudományi Kar főépülete (a felújítás előtt 2007-ben), Múzeum körút 6–8.
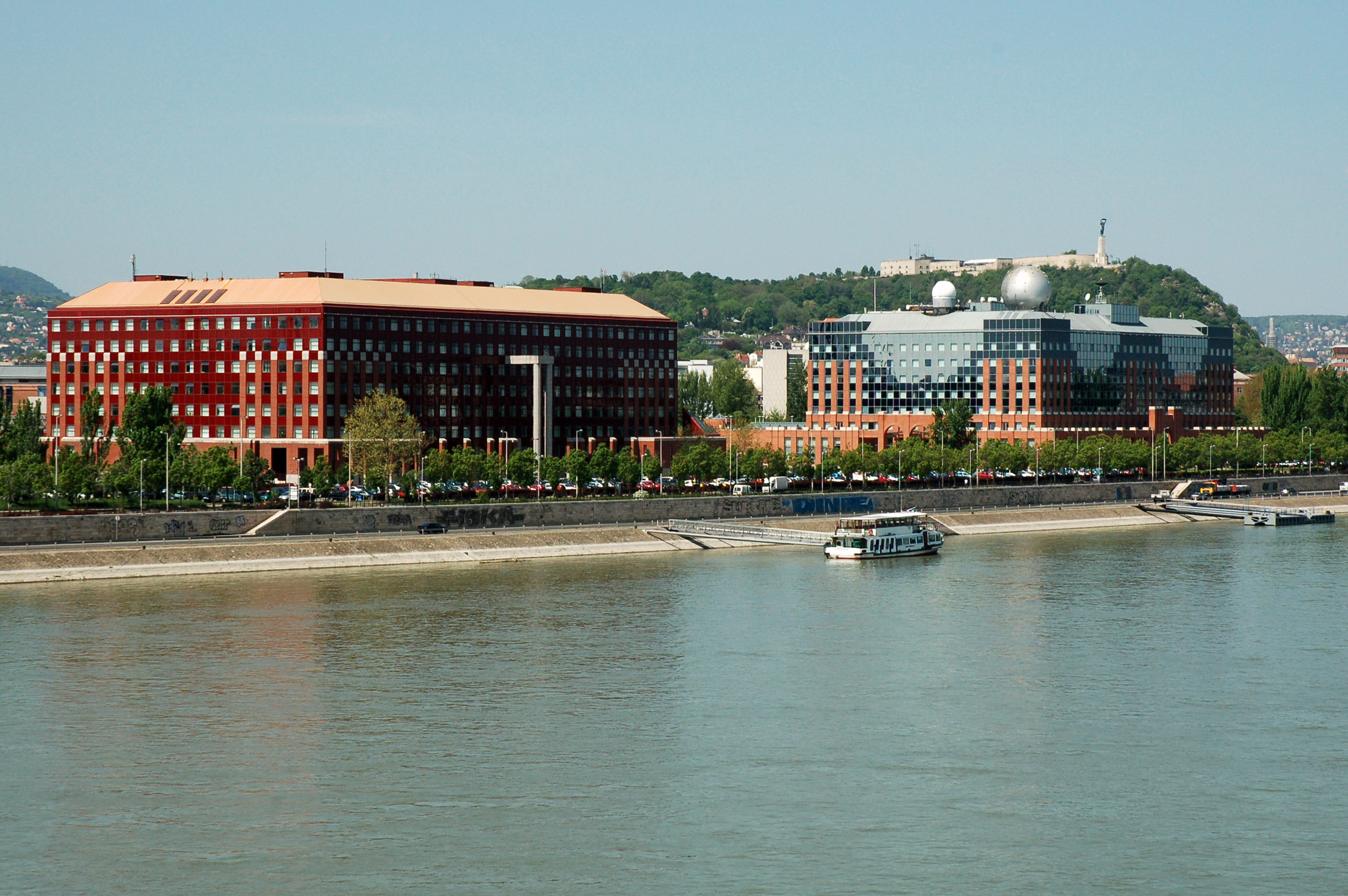
ELTE, Lágymányosi Campus
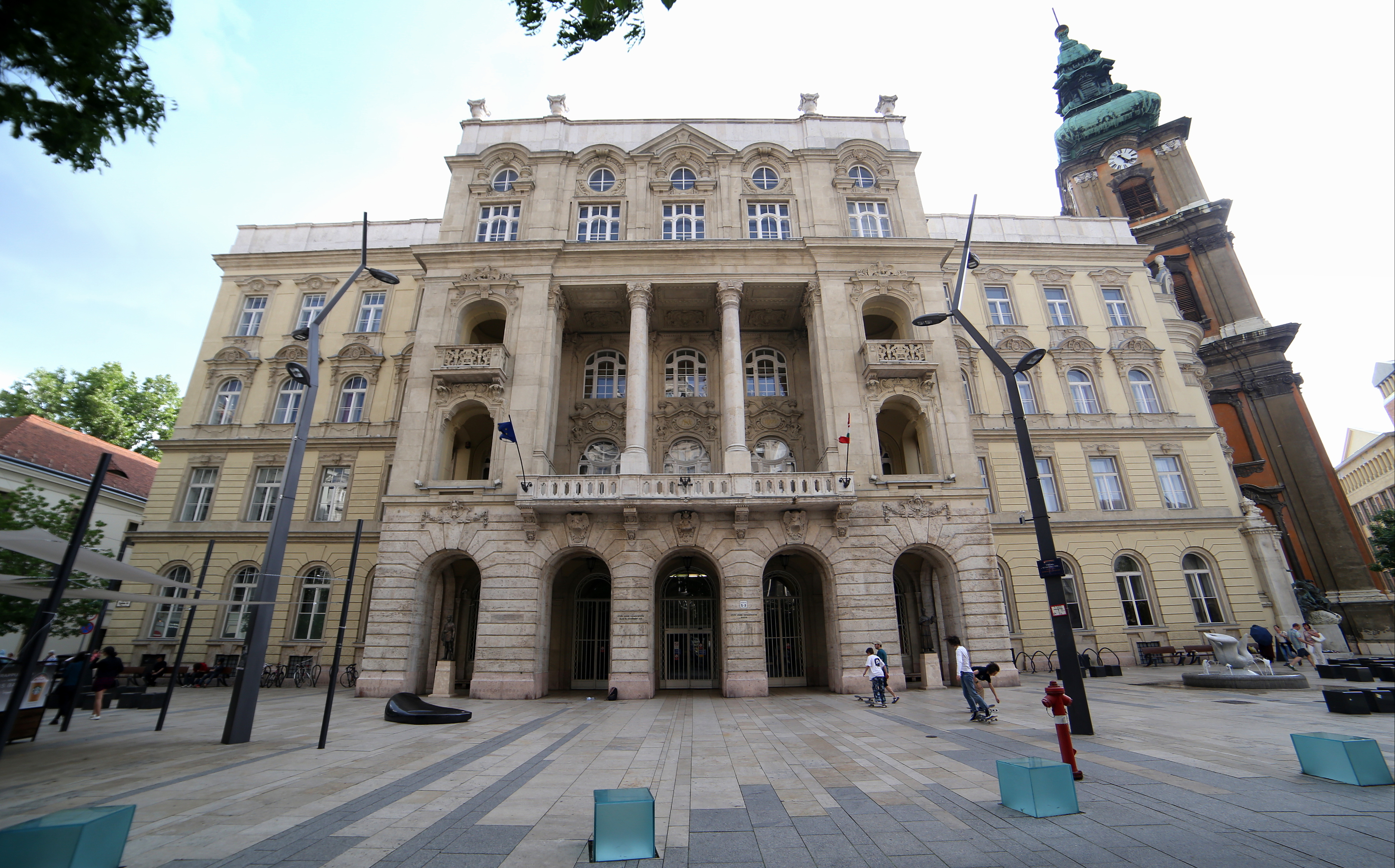
A jogi kar nappal 2017-ben
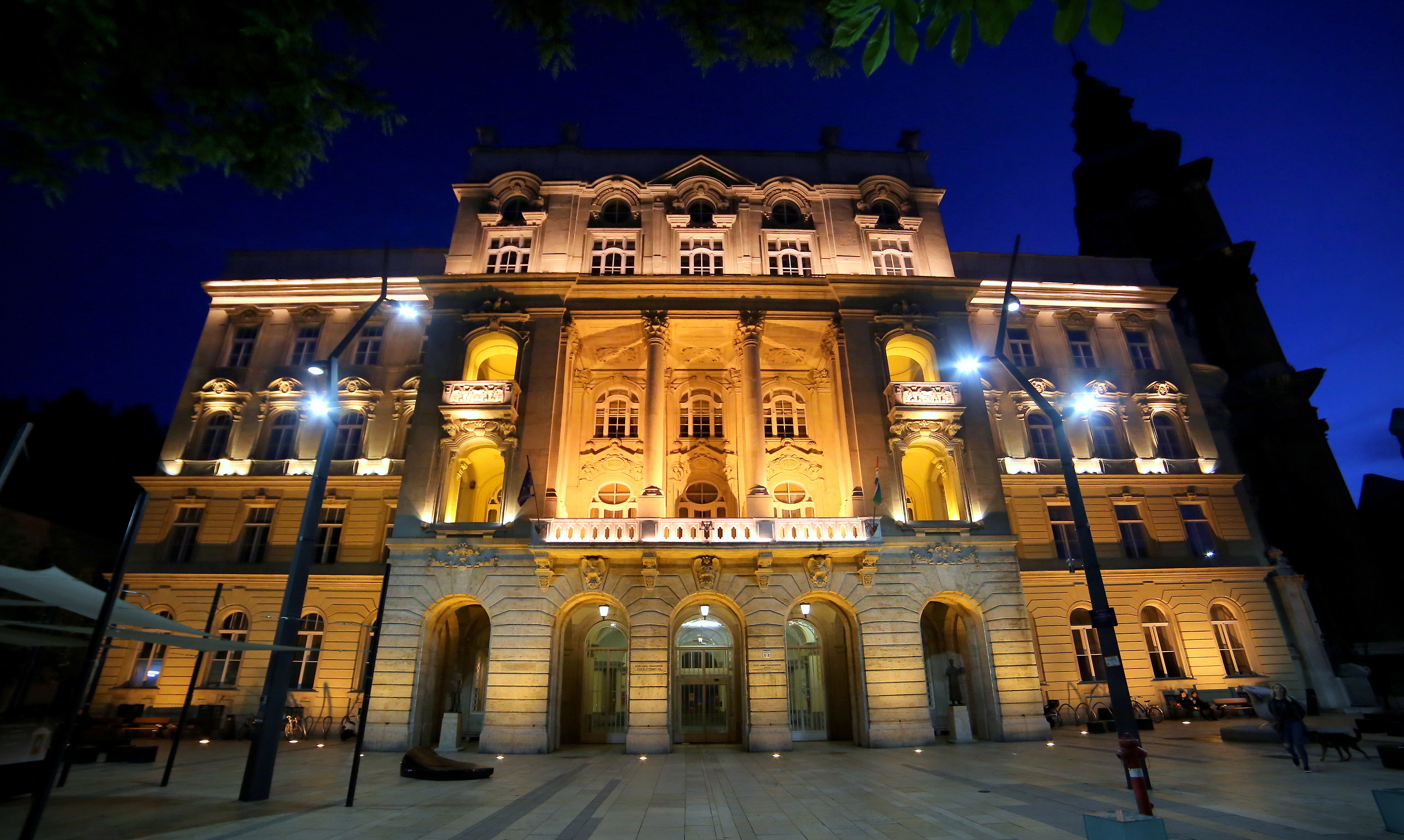
A jogi kar este 2017-ben